# Klaun
Klaun (eng. clown – bedak) je umjetnik čija je umjetnost potaknuti gledatelje na razmišljanje, na čuđenje ili nasmijati ih. Klauni djeluju na pozornici, na televiziji ili u cirkusu. Klaun uveseljava posebno neverbalnom komunikacijom.
Posebnost klauna je posebna velika odjeća, perika, šminka i ponašanje. Nosi pretjerano velike klaunske cipele. Najkarakterističniji je njegov izgled te umjetni crveni gomoljasti nos. 
Klaunovi mogu djelovati u parovima, ili u tandemu s nekim životinjama (npr. psom ili majmunom).

## Povezano članci
- August
- Pierot
- Komičar